# Họ Ếch chân nhẵn
Họ Ếch chân nhẵn hay họ Ếch nguyên thủy New Zealand và Bắc Mỹ (danh pháp khoa học: Leiopelmatidae) là một họ ếch nhái thuộc về phân bộ Archaeobatrachia. Hình thái tương đối nguyên thủy của chúng chỉ ra rằng chúng có nguồn gốc cổ xưa. Hai loài ếch đuôi nguyên thủy sinh sống tại Bắc Mỹ của chi Ascaphus có thể được xếp riêng trong họ Ascaphidae của chính chúng hoặc được hợp nhất cùng 4 loài ếch nguyên thủy sinh sống tại New Zealand của chi Leiopelma trong họ Leiopelmatidae, mặc dù sự rẽ nhánh ra của chúng là có từ rất xa xưa. Như thế tổng cộng hiện đã biết có 4-6 loài còn sinh tồn được coi là thuộc về họ này, tùy theo cách định nghĩa cho họ. Các loài của chi Leiopelma chỉ được tìm thấy tại New Zealand. Các loài của chi Ascaphus chỉ được tìm thấy tại Bắc Mỹ.
Các đặc trưng xác định của chúng là các đốt xương sống phụ thêm của chúng (tổng cộng là 9) và các dấu tích của các cơ đuôi (không có đuôi ở các cá thể trưởng thành, nhưng có ở các cá thể non, và chúng cần lớp da phụ thêm cho tới khi phổi của chúng phát triển đầy đủ).
Sự phục hồi bước nhảy muộn là duy nhất ở họ Leiopelmatidae. Khi một cá thể nào đó trong họ này nhảy, nó tiếp đất theo kiểu "tiếp xúc bụng", di chuyển các chân của nó để chuẩn bị cho bước nhảy kế tiếp chỉ sau khi tiếp đất bằng mặt bụng của nửa thân trên. Sau khi tiếp đất, các loài Ascaphus hãm lại một lúc trước khi phục hồi. Sự xuất hiện của sự hồi phục bước nhảy sớm ở các đơn vị phân loại tân tiến hơn là điều sáng tạo mới then chốt trong tiến hóa của ếch nhái.
Chúng là những loài ếch nhái nhỏ bất thường, chỉ dài khoảng 5 cm (2 inch). Phần lớn các loài đẻ trứng trong đất ẩm ướt, thông thường là dưới các tảng đá hay thảm thực vật. Sau khi nở, các con nòng nọc ẩn mình trên lưng ếch bố, tất cả đều không cần có nguồn nước tù đọng hay nguồn nước chảy. Tuy nhiên, riêng loài ếch Hochstetter đẻ trứng của nó trong các ao hồ nông và có nòng nọc sinh sống tự do, mặc dù chúng không bơi hay kiếm ăn quá xa nơi nở ra, trước khi biến thái thành ếch trưởng thành. Tuổi thọ của chúng là khá cao (trên 30 năm) đối với các sinh vật nhỏ như vậy.

## Chi và loài
Họ LEIOPELMATIDAE
- Chi Leiopelma Fitzinger, 1861
  - Ếch Archey, Leiopelma archeyi Turbott, 1942
  - Ếch Hamilton, Leiopelma hamiltoni McCulloch, 1919
  - Ếch Hochstetter, Leiopelma hochstetteri Fitzinger, 1861
  - Ếch đảo Maud, Leiopelma pakeka Bell, Daugherty & Hay, 1998
- Chi Ascaphus Stejneger, 1899
  - Ếch đuôi duyên hải, Ascaphus truei Stejneger, 1899
  - Ếch đuôi núi Rocky, Ascaphus montanus Mittleman & Myers, 1949

### Các loài tuyệt chủng
Hiện đã biết 3 loài tuyệt chủng theo các dấu tích gần như hóa thạch tại New Zealand. Chúng đã tuyệt chủng trong vòng 1.000 năm qua.
- †Leiopelma auroraensis
- †Leiopelma markhami[11]
- †Leiopelma waitomoensis[12].

Các hóa thạch cổ xưa hơn, có niên đại tới kỷ Jura và được coi là thuộc họ này cũng đã được tìm thấy tại Argentina, chẳng hạn như Notobatrachus hay Vieraella.